# 刈谷紙器
刈谷紙器株式会社（かりやしき）は、愛知県刈谷市今川町に本社をおく紙器（紙製容器）メーカー。
段ボール製造を中心として、付帯する包装材の供給やサービスの提供を行っている。自動車関連企業を主に農業関連・食品メーカーなども含めて、地元企業約300社に製品を供給している。社訓は「和」「品質」「創造」。

## 歴史
1959年（昭和34年）5月14日、神谷金治と神谷光義によって愛知県刈谷市に設立された。1960年（昭和35年）に株式会社化を行った。1970年（昭和45年）10月には岡崎市に岡崎工場を開設し、1972年（昭和47年）8月には刈谷第二工場を開設し、1981年（昭和56年）5月には碧南市に碧南工場を開設した。1989年（平成元年）に死去した会長の神谷金治は刈谷市議会議員も務めている。
2001年（平成13年）には環境管理システムISO 14001の認証を取得している。創業50周年の2009年（平成21年）にはリーマン・ショックによって世界的な金融危機が起こったが、リストラは行わずに企業体質強化に取り組んだ。2013年（平成25年）には高浜市に高浜物流センターを開設し、自動車部品メーカーから部品の梱包業務を受託して業務の幅を拡大させた。物流センターでは段ボール製造と梱包作業を同一施設で行うことで、在庫を最小化させて生産性を向上させている。
2014年（平成26年）5月には創業55周年を迎えた。2017年（平成29年）には地域貢献活動の一環として、碧南市棚尾公民館の依頼によってペルー発祥の打楽器であるカホンを段ボールで製作した。2017年6月には西尾市に西尾工場を設立した。2018年（平成30年）11月27日には、刈谷市・安城市・知立市の3市に対して、災害時に段ボール製簡易トイレ・簡易ベッド・間仕切りなどを提供する協定を結んだ。。

## 主要製品
- 包装パッケージ製品の開発
- 段ボールシートの製造
- 段ボールケースの製造
- ダンプラ
- 成形トレー

## 主な取引先
- デンソー[1][8]
- 豊田自動織機[1][8]
- グリーン包装[8]
- カリモク[8]
- 小林クリエイト[8]
- ユーハイム[8]
- 興和化成[8]

## 本社・工場
- 本社：愛知県刈谷市今川町上池84[9]
- 岡崎工場：愛知県岡崎市福桶町高畑147[9]
- 碧南工場：愛知県碧南市明石町7-14[9]
- 刈谷工場：愛知県刈谷市今川町土取17[9]
- 西尾工場：愛知県西尾市西浅井町下川原35[9]

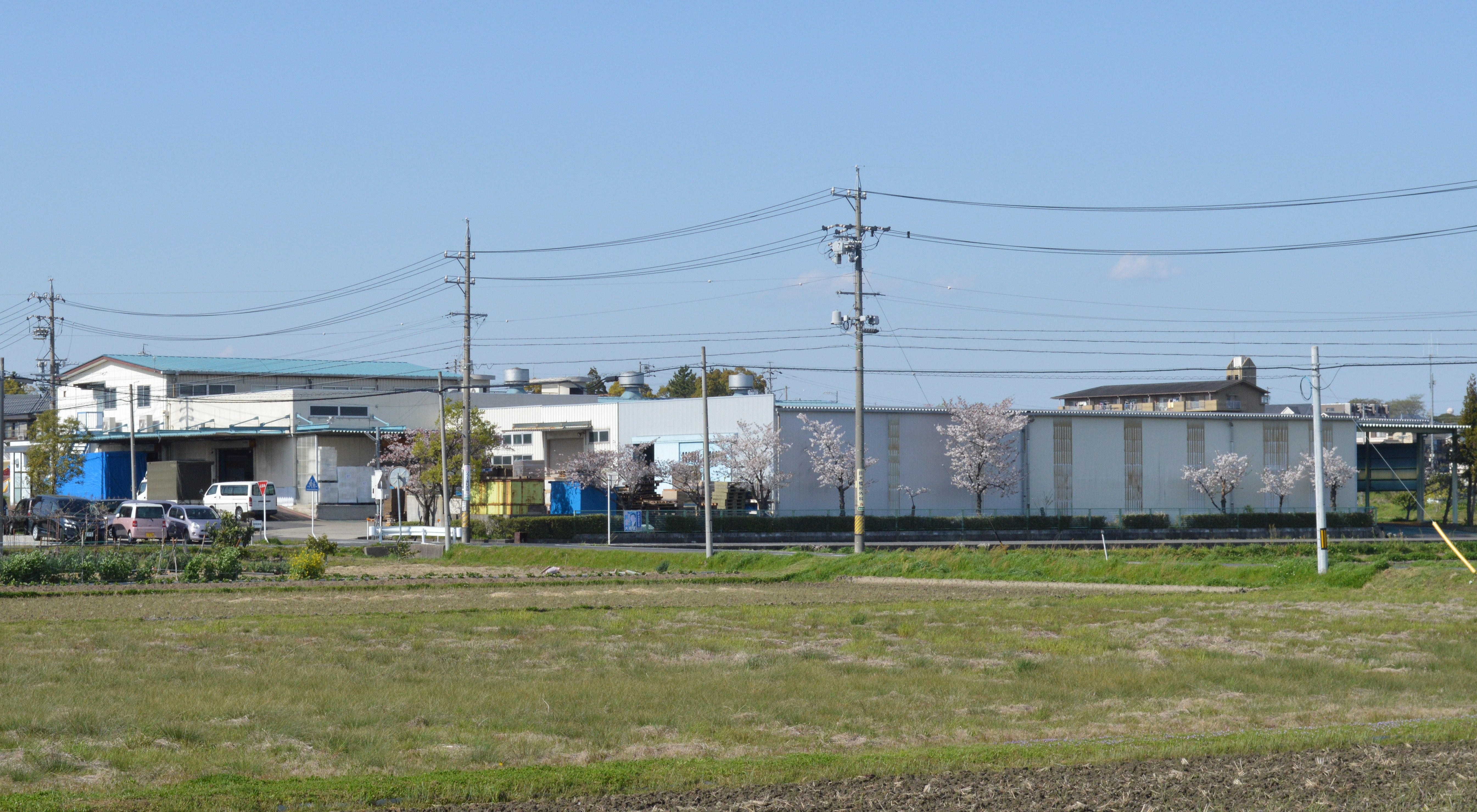
刈谷工場

- 高浜物流センター：愛知県高浜市新田町5丁目2番地[9]
- 西尾物流センター：愛知県西尾市西浅井町下川原35[9]
- 田原営業所：愛知県田原市神戸町西中島108番地4[9]

## 受賞
- 日本包装技術協会 日本パッケージングコンテスト[2]

1995年（平成7年）9月 ジャパンスター賞受賞
2015年（平成27年）6月 ロジスティクス賞受賞
2016年（平成28年）6月 工業包装部門賞受賞
2017年（平成29年）7月 工業包装部門賞受賞
2018年（平成30年）7月 大型・重量物包装部門賞受賞
2019年（令和元年）6月 テクニカル包装賞受賞
2020年（令和2年）8月 工業包装部門賞受賞
2021年（令和3年）8月 包装アイデア賞受賞
2022年（令和4年）8月 テクニカル包装賞受賞